# Aste (vlek)
Aste is een plaats in de Estlandse gemeente Saaremaa, provincie Saaremaa. De plaats heeft de status van vlek (Estisch: alevik). Aste wordt meestal Aste alevik genoemd ter onderscheid van Aste küla, een wat kleinere plaats met de status van dorp (Estisch: küla), 3,5 km noordelijker in dezelfde gemeente.
Tot in december 2014 behoorde Aste tot de gemeente Kaarma, tot in oktober 2017 tot de gemeente Lääne-Saare en sindsdien tot de fusiegemeente Saaremaa.
Tijdens de Sovjetbezetting lag bij Aste een militair vliegveld, waarvan vrijwel geen sporen zijn terug te vinden.

## Bevolking
Aste had 401 inwoners op 31 december 2011 en 404 inwoners op 31 december 2021.